# Queen of the South (Fernsehserie)
Queen of the South ist eine US-amerikanische Fernsehserie, die am 23. Juni 2016 ihre Premiere beim Sender USA Network hatte. Die Serie inspiriert sich am Roman La reina del sur des Autors Arturo Pérez-Reverte sowie einer gleichnamigen spanischsprachigen US-amerikanischen Telenovela des Senders Telemundo; die Handlung wurde in die USA verlegt und löst sich im Fortschreiten der Serie von der Vorlage. Die deutschsprachige Erstausstrahlung erfolgt seit dem 14. Juni 2017 bei DMAX.
Bis Ende August 2017 wurden in den USA zwei Staffeln mit insgesamt 26 Episoden ausgestrahlt; eine im August 2017 bestellte dritte Staffel erschien im Juni 2018, die vierte Staffel im Juni 2019. Die fünfte und letzte Staffel erschien 2021. Die Dreharbeiten waren zuvor wegen der Covid-19-Pandemie unterbrochen worden.

## Handlung
Teresa Mendoza lebt mit ihrem Freund, einem Drogenkurier, in Mexiko. Als dieser eines Tages umgebracht wird, flieht Teresa vor den mexikanischen Drogenbossen in die USA. Dort geht sie in der Drogenschmuggel-Szene strategische Bündnisse ein, lernt die Vorgehensweise und kommt zu der Erkenntnis, in der Hierarchie weit nach oben kommen zu müssen, um einerseits zu überleben und andererseits an die für den Tod ihres Freundes verantwortlichen Hintermänner zu kommen, da sie Rache nehmen will. Nachdem ihr dies gelungen ist, baut sie selber ein Drogenkartell in den Vereinigten Staaten auf. Als sie erkennt, dass der Erfolg ihres Kartells von der Gnade der CIA abhängig ist, steigt sie aus dem Geschäft aus und fingiert ihren Tod.

## Besetzung und Synchronisation
Die deutsche Synchronfassung basiert auf Dialogbüchern von Erik Paulsen und Angelika Brötzmann und wird (Stand Jan. 2018) unter der Dialogregie von Erik Paulsen in den Synchronstudios der Antares Film in Berlin erstellt.
| Rollenname              | Schauspieler                   | Folgen    | Synchronsprecher   |
| ----------------------- | ------------------------------ | --------- | ------------------ |
| Teresa Mendoza          | Alice Braga                    | 1.01–5.10 | Carolina Vera      |
| Pote Galvez             | Hemky Madera                   | 1.01–5.10 | Sven Brieger       |
| James Valdez            | Peter Gadiot                   | 1.01–5.10 | Sebastian Walch    |
| Camila Vargas           | Veronica Falcón                | 1.01–3.13 | Cornelia Meinhardt |
| Don Epifanio Vargas     | Joaquim de Almeida             | 1.01–2.13 | Abelardo Decamilli |
| King George             | Ryan O’Nan                     | 2.01–5.06 | Jesco Wirthgen     |
| Boaz Jimenez            | Joseph Thomas Campos           | 1.12–5.10 | Nicolas Buitrago   |
| Kelly Anne Van Awken    | Molly Burnett                  | 2.02–5.10 |                    |
| Isabela Vargas          | Idalia Valles                  | 1.03–3.13 | Aliana Schmitz     |
| General Cortez          | Yancey Arias                   | 2.01–3.13 | Manolo Palma       |
| Raymundo „Guero“ Davila | Jon-Michael Ecker              | 1.01–3.06 | Daniel Montoya     |
| Detective Alonzo Loya   | Nick Sagar                     | 2.01–3.11 | Valentin Stilu     |
| Javier Jiménez          | Alfonso Herrera                | 3.12–4.13 |                    |
| Devon Finch             | Jamie Hector                   | 2.07–5.10 |                    |
| Marcel Dumas            | Alimi Ballard                  | 4.01–5.10 |                    |
| Judge Cecil Lafayette   | David Andrews                  | 4.01–5.03 |                    |
| Brenda Parra            | Justina Machado                | 1.01–1.13 |                    |
| Tony Parra              | Adolfo Alvarez / Julian Silver | 1.01–4.13 |                    |

## Episodenliste

### Staffel 1
| Nr. (ges.) | Nr. (St.) | Deutscher Titel         | Originaltitel                  | Erstausstrahlung USA | Deutschsprachige Erstausstrahlung (D) | Regie              | Drehbuch                              | Zuschauer (USA) |
| ---------- | --------- | ----------------------- | ------------------------------ | -------------------- | ------------------------------------- | ------------------ | ------------------------------------- | --------------- |
| 1          | 1         | Die Geldwechslerin      | Piloto                         | 23. Juni 2016        | 14. Juni 2017                         | Charlotte Sieling  | M. A. Fortin & Joshua John Miller     | 1,389 Mio.      |
| 2          | 2         | Vierzig Minuten         | Cuarenta Minutos               | 30. Juni 2016        | 14. Juni 2017                         | Matthew Penn       | Scott Rosenbaum                       | 1,352 Mio.      |
| 3          | 3         | Der Einstieg            | Estrategia de Entrada          | 7. Juli 2016         | 21. Juni 2017                         | Scott Peters       | Scott Rosenbaum                       | 1,255 Mio.      |
| 4          | 4         | Maiglöckchen            | Lirio de los Valles            | 14. Juli 2016        | 21. Juni 2017                         | Zetna Fuentes      | Scott Rosenbaum                       | 1,258 Mio.      |
| 5          | 5         | Schatten der Zukunft    | Un Alma. Un Mapa. Dos Futuros. | 21. Juli 2016        | 28. Juni 2017                         | T. J. Scott        | Scott Rosenbaum                       | 1,216 Mio.      |
| 6          | 6         | Nichts als Lügen        | El Engaño Como la Regla        | 28. Juli 2016        | 28. Juni 2017                         | Dave Rodriguez     | Scott Rosenbaum                       | 1,220 Mio.      |
| 7          | 7         | Birdman                 | El Hombre Pájaro               | 4. Aug. 2016         | 5. Juli 2017                          | David Platt        | Benjamin Daniel Lobato & David Ehrman | 1,205 Mio.      |
| 8          | 8         | Trumpfkarte             | Billete de Magia               | 11. Aug. 2016        | 5. Juli 2017                          | David Boyd         | Gregg Hurwitz                         | 1,059 Mio.      |
| 9          | 9         | Rachegelüste            | Coge Todo lo Que Puede Llevar  | 18. Aug. 2016        | 12. Juli 2017                         | Jamie Payne        | Benjamin Daniel Lobato & David Ehrman | 1,051 Mio       |
| 10         | 10        | Texas–Mexico und retour | Esta Cosa Que Es Nuestra       | 25. Aug. 2016        | 12. Juli 2017                         | Scott Peters       | Benjamin Daniel Lobato & David Ehrman | 1,203 Mio.      |
| 11         | 11        | Kein Weg zurück         | Punto sin Retorno              | 1. Sep. 2016         | 19. Juli 2017                         | Constantine Makris | Kyle Lierman                          | 1,162 Mio.      |
| 12         | 12        | Eine halbe Million      | Quinientos Mil                 | 8. Sep. 2016         | 19. Juli 2017                         | David Rodriguez    | Benjamin Daniel Lobato & David Ehrman | 1,119 Mio.      |
| 13         | 13        | Kahlschlag              | Cicatriz                       | 15. Sep. 2016        | 26. Juli 2017                         | Matthew Penn       | Scott Rosenbaum                       | 1,353 Mio.      |

### Staffel 2
| Nr. (ges.) | Nr. (St.) | Deutscher Titel            | Originaltitel             | Erstausstrahlung USA | Deutschsprachige Erstausstrahlung (D) | Regie           | Drehbuch                      | Zuschauer (USA) |
| ---------- | --------- | -------------------------- | ------------------------- | -------------------- | ------------------------------------- | --------------- | ----------------------------- | --------------- |
| 14         | 1         | Der Leib Christi           | El Cuerpo de Cristo       | 8. Juni 2017         | 7. Dez. 2017                          | David Boyd      | Natalie Chaidez               | 1,248 Mio.      |
| 15         | 2         | Gott und der Anwalt        | Dios y el Abogado         | 15. Juni 2017        | 7. Dez. 2017                          | Nick Gomez      | Jason Ganzel                  | 1,266 Mio.      |
| 16         | 3         | Ein Pakt mit dem Teufel    | Un Pacto Con el Diablo    | 22. Juni 2017        | 14. Dez. 2017                         | Eduardo Sánchez | Dailyn Rodriguez              | 1,076 Mio.      |
| 17         | 4         | Der Judaskuss              | El Beso de Judas          | 29. Juni 2017        | 14. Dez. 2017                         | Ami Canaan Mann | Benjamin Daniel Lobato        | 0,904 Mio.      |
| 18         | 5         | Die Bolivien-Connection    | El Nacimiento de Bolivia  | 6. Juli 2017         | 21. Dez. 2017                         | Nick Copus      | Joe Loya                      | 1,110 Mio.      |
| 19         | 6         | Die Straße des Todes       | El Camino de la Muerte    | 13. Juli 2017        | 21. Dez. 2017                         | David Boyd      | Ryan O’Nan                    | 1,104 Mio.      |
| 20         | 7         | Der Preis des Glaubens     | El Precio de Fe           | 20. Juli 2017        | 28. Dez. 2017                         | Joe Menendez    | Jorge A. Reyes                | 1,180 Mio.      |
| 21         | 8         | Alles auf eine Karte       | Sacar Con Sifón el Mar    | 27. Juli 2017        | 28. Dez. 2017                         | Bronwen Hughes  | Tina Mabry                    | 1,162 Mio.      |
| 22         | 9         | Nur die Liebe einer Mutter | Sólo el Amor de Una Madre | 3. Aug. 2017         | 4. Jan. 2018                          | Dave Rodriguez  | Tina Mabry & Dailyn Rodriguez | 1,015 Mio.      |
| 23         | 10        | Wer zuletzt lacht          | Que Manden los Payasos    | 10. Aug. 2017        | 4. Jan. 2018                          | Loni Peristere  | Jason Ganzel & Jorge A. Reyes | 1,179 Mio.      |
| 24         | 11        | Die dunkle Nacht der Seele | La Noche Oscura del Alma  | 17. Aug. 2017        | 11. Jan. 2018                         | Tina Mabry      | Benjamin Daniel Lobato        | 1,238 Mio.      |
| 25         | 12        | Alle Stunden verwunden …   | Todas las Horas Hieren    | 24. Aug. 2017        | 11. Jan. 2018                         | Eduardo Sánchez | Ryan O’Nan                    | 1,240 Mio.      |
| 26         | 13        | … die letzte aber tötet    | La Última Hora Mata       | 31. Aug. 2017        | 18. Jan. 2018                         | David Boyd      | Natalie Chaidez & Ryan O’Nan  | 1,332 Mio.      |

### Staffel 3
| Nr. (ges.) | Nr. (St.) | Deutscher Titel           | Originaltitel       | Erstausstrahlung USA | Deutschsprachige Erstausstrahlung (D) | Regie             | Drehbuch                                                        | Zuschauer (USA) |
| ---------- | --------- | ------------------------- | ------------------- | -------------------- | ------------------------------------- | ----------------- | --------------------------------------------------------------- | --------------- |
| 27         | 1         | Die Eremitin              | La Ermitaña         | 21. Juni 2018        | 13. Juni 2019                         | David Boyd        | Natalie Chaidez                                                 | 1,248 Mio.      |
| 28         | 2         | Der Gehängte              | El Colgado          | 28. Juni 2018        | 13. Juni 2019                         | David Boyd        | Benjamin Daniel Lobato                                          | 1,266 Mio.      |
| 29         | 3         | Die Königin der Münzen    | Reina de Oros       | 5. Juli 2018         | 13. Juni 2019                         | David Grossman    | Ryan O’Nan                                                      | 1,076 Mio.      |
| 30         | 4         | Die Kraft                 | La Fuerza           | 12. Juli 2018        | 13. Juni 2019                         | Darren Grant      | Mark Valadez                                                    | 0,904 Mio.      |
| 31         | 5         | Das Gericht               | El Juicio           | 19. Juli 2018        | 13. Juni 2019                         | Eduardo Sánchez   | Jorge A. Reyes, Jorge A. Reyes                                  | 1,110 Mio.      |
| 32         | 6         | Die Liebende              | Los Enamorados      | 26. Juli 2018        | 13. Juni 2019                         | Rebecca Rodriguez | Dailyn Rodriguez, Fernanda Coppel, Fernanda Coppel              | 1,104 Mio.      |
| 33         | 7         | Die Königin der Schwerter | La Reina de Espadas | 2. Aug. 2018         | 13. Juni 2019                         | Meera Menon       | Tony Puryear, Tony Puryear                                      | 1,180 Mio.      |
| 34         | 8         | Der Wagen                 | El Carro            | 9. Aug. 2018         | 13. Juni 2019                         | Ben Bray          | Benjamin Daniel Lobato, Benjamin Daniel Lobato                  | 1,162 Mio.      |
| 35         | 9         | Der Teufel                | El Diablo           | 16. Aug. 2018        | 13. Juni 2019                         | Eduardo Sánchez   | Arturo Pérez-Reverte (based upon the book by)                   | 1,015 Mio.      |
| 36         | 10        | Der Tod                   | La Muerte           | 23. Aug. 2018        | 13. Juni 2019                         | David Boyd        | Arturo Pérez-Reverte (based upon the book by)                   | 1,179 Mio.      |
| 37         | 11        | Zehn der Kelche           | Diez de Copas       | 30. Aug. 2018        | 13. Juni 2019                         | Nick Copus        | Arturo Pérez-Reverte (based upon the book by), Fernanda Coppel  | 1,238 Mio.      |
| 38         | 12        | Die Gerechtigkeit         | Justicia            | 6. Sep. 2018         | 13. Juni 2019                         | Laura Belsey      | Dailyn Rodriguez, Ryan O’Nan, Ryan O’Nan                        | 1,240 Mio.      |
| 39         | 13        | Die Welt                  | El Mundo            | 13. Sep. 2018        | 13. Juni 2019                         | Eduardo Sánchez   | Natalie Chaidez, Benjamin Daniel Lobato, Benjamin Daniel Lobato | 1,332 Mio.      |